# Medical Park Hospitals Group
Die Medical Park Hospitals Group (türkisch Medical Park Hastaneler Grubu) ist seit 1995 im Gesundheitswesen aktiv und bietet ihre Dienste in verschiedenen Provinzen der Türkei an. Sie beschäftigt mehr als 6000 Ärzte und Mitarbeiter und besteht aus insgesamt 17 Krankenhäusern.
Medical Park ist die größte Krankenhausgruppe in der Türkei.
Die Krankenhausgruppe wurde vom derzeitigen Vorstand Muharrem Usta gegründet.
2006 verkaufte er 30 % der Unternehmensanteile an die  Familie Sancak. Diese Partnerschaft ermöglichte das Wachstum des Unternehmens um 13 Krankenhäuser mit 2000 Betten innerhalb von 3 Jahren. Ende 2009 wurden 40 % der Unternehmensanteile an die drittgrößte amerikanische Beteiligungsgesellschaft Carlyle Group verkauft. Mit dieser neuen Partnerschaft erreichte das Unternehmen die Anzahl von 17 Krankenhäusern mit insgesamt 2771 Betten und wurde damit zum größten Unternehmen dieser Art in der Türkei. Im März 2013 wurde bekannt, dass die Carlyle Group ihre Anteile an Medical Park an das größte US-amerikanische Venture-Capital- und Private-Equity-Beteiligungsunternehmen Texas Pacific Group verkauft hat.

## Sponsoring
- Die Gruppe sponserte die Männermannschaft von Trabzonspor während der Saison 2010/2011 der Türkiye Basketbol Ligi.[3]
- In den Saisons 2010/2011 und 2011/2012 wurde die Damenmannschaft von Galatasaray Istanbul in der türkischen Frauen-Basketball-Liga gesponsert.
- 2010/2011 wurde die Damenmannschaft des Volleyball-Teams gesponsert.[4]
- Seit 2011 sponsert Medical Park die Männermannschaft von Galatasaray Istanbul. In der Saison 2012/2013 wurde die Mannschaft nach 23 Jahren wieder Meister.[5]
- Im Fußball sponsert die Gruppe den Verein Antalyaspor, der in der Süper Lig spielt.[6]